# Tubificoides brevicoleus
Tubificoides brevicoleus är en ringmaskart som beskrevs av Baker 1983. Tubificoides brevicoleus ingår i släktet Tubificoides och familjen glattmaskar. Inga underarter finns listade i Catalogue of Life.